# Digitalni podpis
Digitalni podpis, elektronski podpis in varen elektronski podpis so sorodni termini s podobnim pomenom. V pogovornem jeziku jih praviloma uporabljamo kot sopomenko.

## Splošno
Elektronski podpis (ang. electronic signature), kot ga opredeljuje Zakon o elektronskem poslovanju in elektronskem podpisu (ZEPEP-UPB1), je niz podatkov v elektronski obliki, ki je vsebovan, dodan ali logično povezan z drugimi podatki (npr. z elektronskim dokumentom), in je namenjen preverjanju pristnosti teh podatkov in identifikaciji podpisnika.
Varen elektronski podpis (ang. advanced electronic signature) je elektronski podpis, ki zadošča dodatnim pogojem. Po ZEPEP-UPB1 gre za elektronski podpis, ki izpolnjuje naslednje zahteve:
- da je povezan izključno s podpisnikom;
- da je iz njega mogoče zanesljivo ugotoviti podpisnika;
- da je ustvarjen s sredstvi za varno elektronsko podpisovanje, ki so izključno pod podpisnikovim nadzorom;
- da je povezan s podatki, na katere se nanaša, tako da je opazna vsaka kasnejša sprememba teh podatkov ali povezave z njimi;

Prav zahteva po neokrnjenosti podatkov je ena od osrednjih lastnosti varnega elektronskega podpisa v primerjavi z lastnoročnim.
Elektronski podpis, ki temelji na asimetrični (javni) kriptografiji (ang. public key cryptography), je v praksi edina tehnična rešitev, ki jo lahko danes uporabimo za varne elektronske podpise. Elektronski podpis zagotavlja torej pristnost podatkov in jih varuje pred spremembami s kriptografskimi metodami. Kriptografija (ali tajnopisje) je matematična veda, ki se ukvarja z zakrivanjem podatkov s pomočjo matematičnih operacij. Asimetrična kriptografija uporablja par ključev: zasebni ključ (ang. private key) je skrivni podatek, ki ga poseduje samo njegov imetnik (v primeru podpisovanja podpisnik), javni ključ (ang. public key) pa je dostopen vsem (v primeru podpisovanja vsem, ki preverjajo podpis).

## Digitalno potrdilo
Javni ključ je potrebno povezati z njegovim imetnikom in ga javno objaviti. Asimetrična kriptografija v ta namen uporablja infrastrukturo javnih ključev (ang. PKI, Public Key Cryptography). PKI s pomočjo digitalnih potrdil, ki jih izdajajo overiteljske agencije poskrbi za povezavo javnih ključev z objekti iz realnega sveta (npr. ljudmi, strežniki, informacijskimi sistemi ipd.), razpečavo javnih ključev in vzpostavitev zaupanja v javne ključe.

## Kako deluje
Prikaz izvedbe in preverjanja elektronskega podpisa je prikazana na spodnji sliki. Izvorno sporočilo, ki se nahaja v levem delu slike, podpiše njegov pošiljatelj. Pri tem uporabi svoj zasebni ključ, ki pripada njegovemu digitalnemu potrdilu. Elektronski podpis je z zasebnim ključem šifriran izvleček (ang. hash) izvornega sporočila. Elektronski podpis skupaj s svojim digitalnim potrdilom in izvornim sporočilom združi v podpisano sporočilo. Na desni polovici slike prejemnik s pomočjo javnega ključa, ki ga dobi iz pošiljateljevega digitalnega potrdila, preveri veljavnost podpisa, s čimer potrdi njegovo celovitost. Iz podatkov v digitalnem potrdilu lahko identificira (avtenticira) podpisnika.

## Zakonodaja
V Sloveniji ureja področje elektronskega poslovanja in elektronskega podpisa Zakon o elektronskem poslovanju in elektronskem podpisu (ZEPEP-UPB1). ZEPEP
prepoveduje diskriminacijo elektronske oblike podatkov (dokumentov), omogoča enačenje veljavnosti elektronske in papirne oblike dokumentacije, in opredeljuje pogoje, pod katerimi je varen elektronski podpis enakovreden lastnoročnemu.
14. člen
Elektronskemu podpisu se ne sme odreči veljavnosti ali dokazne vrednosti samo zaradi elektronske oblike, ali ker ne temelji na kvalificiranem potrdilu ali potrdilu akreditiranega overitelja, ali ker ni oblikovan s sredstvom za varno elektronsko podpisovanje.
15. člen
Varen elektronski podpis, overjen s kvalificiranim potrdilom, je glede podatkov v elektronski obliki enakovreden lastnoročnemu podpisu ter ima zato enako veljavnost in dokazno vrednost.
Varen elektronski podpis, overjen s kvalificiranim digitalnim potrdilom ima torej enako dokazno vrednost kot lastnoročni podpis. Kvalificirano digitalno potrdilo je potrdilo, ki izpolnjuje določene v zakonu opredeljen zahteve glede vsebine in overiteljske agencije, ki digitalno potrdilo izda.